# Ущо
Ущо — озеро на границе Забельской волости Пустошкинского района и Усть-Долысской волости Невельского района Псковской области.
Площадь — 6,98 км² (698,0 га; с островами — 7,96 км² или 796,0 га). Максимальная глубина — 8,0 м, средняя глубина — 2,7 м. Вытянуто с запада на восток на более чем 8 км.
На берегу озера расположена деревни: Иватино и Песчанка Забельской волости Пустошкинского района; а также Сигово и Переволока Усть-Долысской волости Невельского района.
Проточное. Относится к бассейну реки Уща (притока Дриссы большого бассейна реки Западная Двина). Из озера Ущо с юго-запада вытекает река Уща (Ущанка).
Тип озера лещово-судачий. Массовые виды рыб: щука, окунь, плотва, лещ, судак, язь, линь, налим, ерш, красноперка, щиповка, вьюн, пескарь, уклея, густера, карась, бычок-подкаменщик; а также широкопалый рак (единично).
Для озера характерно: песчано-илисто-галечниковое дно, камни, галька.